# Остер (Борзнянский район)
Остёр (укр. Остер) – село, расположенное на территории Борзнянского района Черниговской области (Украина). Расположено в 34 км на юго-запад от райцентра Борзны. Население — 17 чел. (на 2006 г.). Адрес совета: 16460, Черниговская обл., Борзнянский р-он, село Хорошее Озеро, ул. Ленина,7 , тел. 2-81-42. Ближайшая ж/д станция — Хорошее Озеро, 2 км.